# Vulcano (Film)
Vulcano ist ein italienischer Spielfilm des Regisseurs William Dieterle aus dem Jahr 1949 in Schwarzweiß. Die Hauptrollen sind mit Anna Magnani und Rossano Brazzi besetzt. Das Drehbuch stammt von Renzo Avanzo. In Italien kam der Streifen zum ersten Mal am 2. Februar 1950 in die Kinos, in der Bundesrepublik Deutschland im Jahr darauf am 18. Januar. Der Film wurde gewissermaßen in Konkurrenz zu Stromboli gedreht.

## Handlung
Maddalena kehrt in ihre Heimat auf der italienischen Insel Vulcano vor der Nordküste Siziliens zurück. Davor hatte sie 18 Jahre in Neapel gelebt, wurde aber wegen ihres unmoralischen Lebenswandels von der dortigen Sittenpolizei aus der Stadt verwiesen. Die meisten Bewohner der Insel begegnen der jungen Frau feindschaftlich, weil sie ihre Vergangenheit kennen. Sie verwehren ihr sogar, an der Heiligen Messe teilzunehmen.
Bald begegnet Maddalena ihrer jüngeren Schwester Maria, die noch ein Kleinkind war, als sie sie zuletzt gesehen hatte, sowie ihrem jüngeren Bruder Nino, den sie noch nie gesehen hatte. Am liebsten würde Maddalena die Insel so bald wie möglich verlassen, aber ihr Gewissen befiehlt ihr, die Verantwortung für ihre lebensunerfahrenen Geschwister zu übernehmen. Maria hat sich mit Donato, einem Mann von niedriger Gesinnung, angefreundet, der an der Küste angeblich nach Schwämmen, in Wahrheit aber nach einem Goldschatz sucht. Je länger Maddalena auf der Insel weilt, desto mehr erkennt sie die Gefahr, die ihrer Schwester droht, zumal sie früher selbst der gleichen Versuchung unterlag. Nachdem Donato wieder einmal im Taucheranzug auf den Meeresgrund hinabgestiegen ist, ergreift Maddalena die vermeintlich letzte Chance, um ihre Schwester vor dem Gauner zu retten: Sie lässt das Pumpenrad immer langsamer rotieren, bis es stehen bleibt und dem Taucher die Luft abschnürt.
Am Fundort der angeschwemmten Leiche entdeckt die Polizei allerlei Unterlagen, die darauf schließen lassen, dass Donato ein gesuchter Heiratsschwindler und Mädchenhändler war. Somit gilt Maddalena als rehabilitiert. Davon erfährt Maddalena allerdings nichts; denn als wieder einmal der Vulkan ausbricht und viele Gebäude zerstört, wird Maddalena unter Trümmern begraben.

## Produktionsnotizen
Gedreht wurde der Film von Juli bis August 1949 auf den Liparischen Inseln, vorwiegend auf Salina. Die Uraufführung erfolgte am 25. Februar 1950 in Rom, die deutsche Erstaufführung am 18. Januar 1951 in Stuttgart (Planie), die US-Erstaufführung am 5. Juni 1953.

## Kritik
Das Lexikon des Internationalen Films gelangte zur folgenden Einschätzung: „Trotz seiner Kolportagenähe ein Film mit poetischer Note und schauspielerischer Qualität (Magnani).“

## Quelle
- Programm zum Film: Das Neue Film-Programm, erschienen im gleichnamigen Verlag H. Klemmer & Co., Frankfurt am Main, ohne Nummernangabe